# Communes de la province de Latina
- Haut – A
- B
- C
- D
- E
- F
- G
- H
- I
- J
- K
- L
- M
- N
- O
- P
- Q
- R
- S
- T
- U
- V
- W
- X
- Y
- Z

## A
- Aprilia

## B
- Bassiano

## C
- Campodimele
- Castelforte
- Cisterna di Latina
- Cori

## F
- Fondi
- Formia

## G
- Gaète

## I
- Itri

## L
- Latina
- Lenola

## M
- Maenza
- Minturno
- Monte San Biagio

## N
- Norma

## P
- Pontinia
- Ponza
- Priverno
- Prossedi

## R
- Rocca Massima
- Roccagorga
- Roccasecca dei Volsci

## S
- Sabaudia
- San Felice Circeo
- Santi Cosma e Damiano
- Sermoneta
- Sezze
- Sonnino
- Sperlonga
- Spigno Saturnia

## T
- Terracina

## V
- Ventotene